# Front 242
Front 242 – belgijski zespół muzyczny, będący jednym z prekursorów nurtu EBM.
W lipcu 2009 zespół zagrał koncert w Polsce w ramach festiwalu Castle Party.

## Skład
- Jean Luc de Meyer – wokal
- Daniel Bressanutti – syntezatory, programowanie
- Patrick Codenys – syntezatory, programowanie, gitara, samplery
- Richard Jonckheere (Richard23) – perkusja elektroniczna, drugi wokal
- Tim Kroker – perkusja elektroniczna live

## Dyskografia
- Geography (1982, 1992)
- No Comment (1984, 1992)
- Back Catalogue (1987, 1992)
- Official Version (1987, 1992)
- Front by Front (1988, 1992)
- Tyranny (For You) (1991)
- Live Target (1992)
- 06:21:03:11 Up Evil (1993)
- 05:22:09:12 Off (1993)
- Live Code (1994)
- Mut@ge.Mix@ge (1995)
- Re-Boot: Live '98 (1998)
- Pulse (2003)
- Geography (dwupłytowe wznowienie, 2004)
- Moments (2008)